# Ignace Éphrème II Rahmani
Ignace Éphrème II Rahmani (1848-1929) fut patriarche de l'Église catholique syriaque du 9 octobre 1898 au 7 mai 1929.

## Biographie
Ephrem Rahmani est né le 21 novembre 1848 (ou le 9 novembre 1849 selon d'autres sources) à Mossoul. Il a étudié chez les frères dominicains à Mossoul et plus tard à l'Athénée pontifical de Propaganda Fide à Rome. Il a été ordonné prêtre en avril 1873.
Rahmani fut nommé vicaire de l'évêque de Mossoul avec le titre d'évêque d'Edesse, Mésopotamie et d'évêque consacré le 2 octobre 1887 par le Patriarche Ignace George V Shelhot. Le 1er mai 1894, Rahmani fut nommé évêque de Alep. Après la mort de Ignace Behnam II Benni (13 septembre 1897), il fut élu Patriarche le 9 octobre 1898 et confirmé par le Pape Léon XIII le 28 novembre 1898.
Le début du XXe siècle fut une période d'expansion pour l'Eglise Catholique Syrienne qui reçut de nombreux convertis. En 1910 il transfèra le Siège patriarcal de Mardin à Beyrouth.
Avec la Première Guerre mondiale est arrivé la catastrophe : le Génocide assyrien a apporté la destruction aux chrétiens syriens qui vivaient dans les mêmes régions que les Arméniens, et l'Église catholique syriaque a vu le nombre de ses membres réduit de moitié  avec cinq diocèses (sur dix) et quinze missions détruites.
Ephrem Rahmani est décédé au Caire le 7 mai 1929.

## Travaux
Ephrem Rahmani fut un érudit de réputation internationale. En 1899, il découvrit et publia la première édition du texte du IVe siècle Testamentum Domini. Il contribua à l'histoire de la liturgie par son ouvrage Les Liturgies Orientales et Occidentales, Beyrouth, 1929.

## Sources
- Charles A. Frazee, Catholiques et Sultans: L'Eglise et l'Empire ottoman 1453-1923, 1983, Cambridge University Press.